# Crise politique de 2023 en Équateur
La crise politique de 2023 en Équateur intervient en mai 2023 à la suite de la procédure de destitution mise en œuvre à l'encontre du président Guillermo Lasso, qui le conduit à dissoudre l'Assemblée nationale, ce qui met fin à la procédure et à son propre mandat.
La mise en accusation débute à l'Assemblée nationale le 9 mai et dure jusqu'au 17 mai, date à laquelle Lasso dissout l'assemblée en vertu de la disposition constitutionnelle connue sous le nom de « mort croisée » (muerte cruzada (es)). Cette dernière entraîne la tenue des élections législatives et présidentielle anticipées, et met automatiquement fin à la procédure de destitution. C'est la première fois qu'un président équatorien utilise cette mesure constitutionnelle.

## Contexte

### Cohabitation

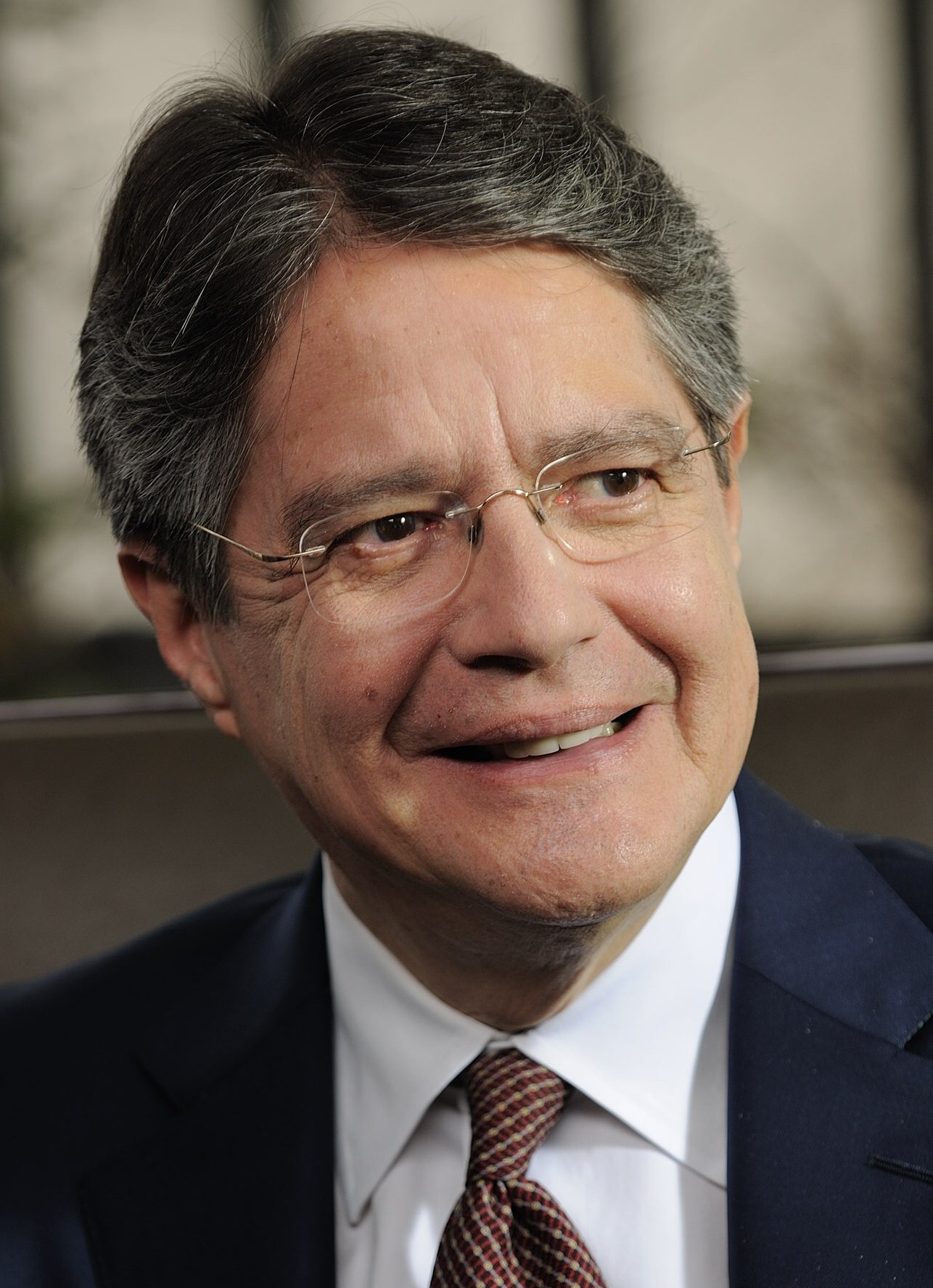
Guillermo Lasso.

L'élection présidentielle de 2021 voit la victoire au second tour du candidat du Mouvement CREO, Guillermo Lasso, après deux tentatives infructueuses. Le président sortant, Lenín Moreno, n'est alors pas candidat à sa réélection du fait d'une impopularité record dans un contexte de dissensions avec son influent prédécesseur Rafael Correa et d'un programme d'austérité ayant provoqué d'importantes manifestations en 2019,,.
Soutenu par Correa — qui ne peut se présenter lui même du fait d'accusations de corruption —, l'ancien directeur de la banque centrale Andrés Arauz échoue au second tour face à Guillermo Lasso, mais c'est sa formation, l'Union pour l'espérance, qui arrive largement en tête des élections législatives organisées simultanément. Le Mouvement CREO n'arrive que cinquième du scrutin, tandis que l'Alianza País de Lenín Moreno s'effondre et perd toute représentation à l'Assemblée nationale. Le double scrutin place ainsi en situation de cohabitation le nouveau président, libéral-conservateur, face à une Assemblée largement dominée par les forces de gauche. Celle-ci comporte notamment le parti Pachakutik, dont le candidat Yaku Pérez avait manqué de très peu de se qualifier pour le second tour en lieu et place de Guillermo Lasso, ainsi que le Parti de la gauche démocratique de Xavier Hervas, arrivé quatrième.
Le nouveau président fait rapidement face à l'hostilité marquée des parlementaires, à laquelle s'ajoutent des grèves et de violentes manifestations d'Amérindiens protestant contre les conditions des classes défavorisées et l'expansion des activités minières et pétrolières sur leurs terres ancestrales. Ces manifestations font six morts et des centaines de blessés, avant la conclusion d'un accord avec le gouvernement fin juin 2022,. L'opposition lance à cette occasion une première tentative de destitution, qui échoue faute de soutien suffisant. Fragilisé, Lasso tente fin 2022 de reprendre la main en convoquant un référendum constitutionnel le 5 février 2023 afin de soumettre au vote populaire huit amendements relatifs à la sécurité, l'organisation des pouvoirs publics et l'environnement. Cette mise à référendum intervient dans la lignée de nombreux recours au vote populaire sous les gouvernements précédents, notamment en 2017 par Rafael Correa et en 2018 par Lenín Moreno. À l'inverse de ses prédécesseurs, la tentative du président Lasso s'avère cependant un échec, aucune des propositions ne recueillant le soutien d'une majorité des suffrages. Il s'agit d'une sévère défaite pour le président, qui la reconnait le lendemain. L'échec dans les urnes se manifeste également aux élections locales organisées le même jour, qui voient la défaite du Mouvement CREO,.

### Scandale de corruption

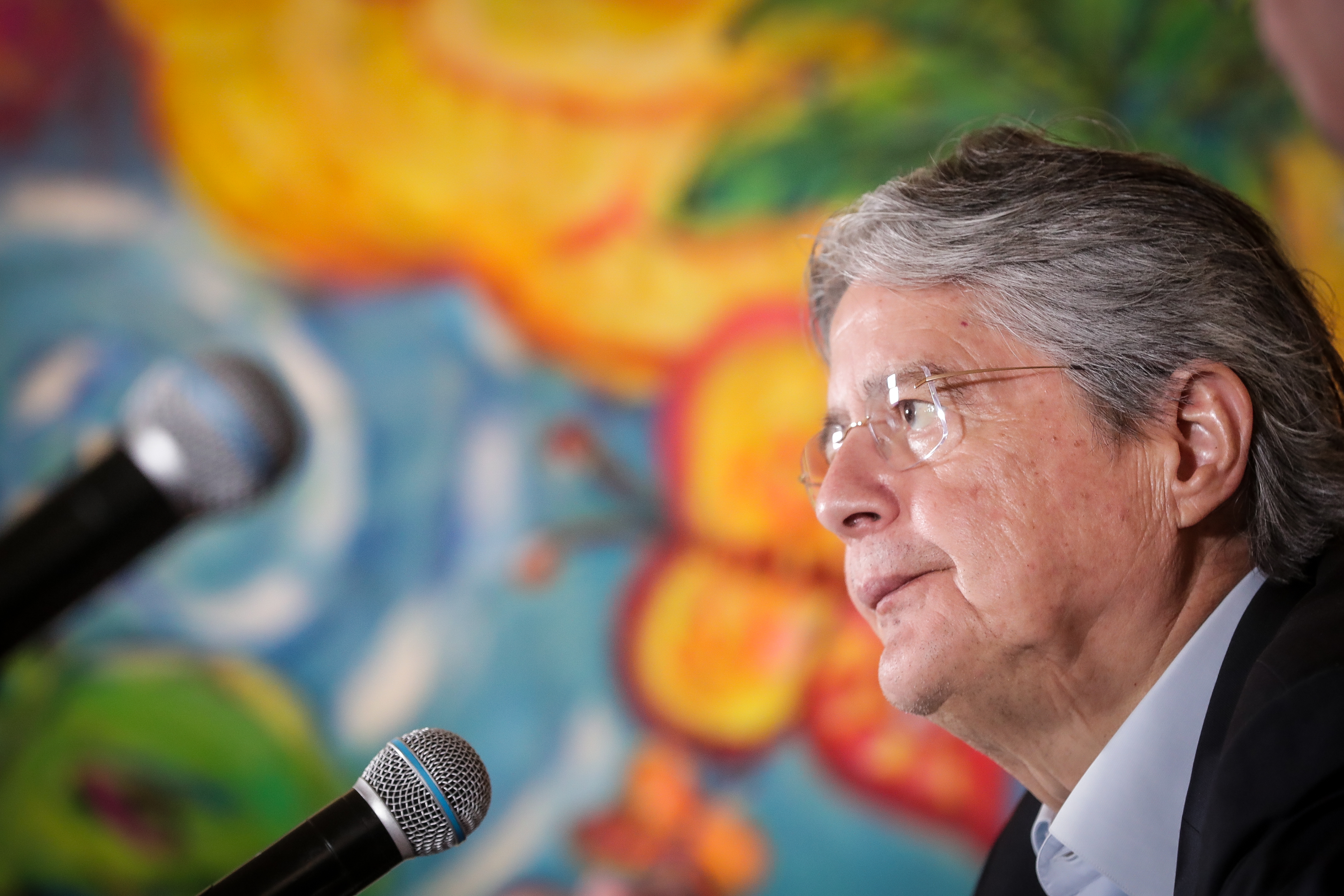
Lasso en mars 2023.

Le journal en ligne La Posta (es) publie le 9 janvier 2023 un article intitulé El Gran Padrino (« Le Grand Parrain ») dans lequel est dénoncé l'existence d'un réseau de corruption impliquant des compagnies publiques, l'entrepreneur Rubén Cherres Faggioni et le banquier Danilo Carrera Drouet (es). Ce dernier, beau-frère et associé du président Guillermo Lasso, avait largement financé ses campagnes électorales avant de le remplacer à la tête de la banque Guayaquil après l'élection de Lasso à la présidence. Danilo Carrera Drouet est accusé d'avoir organisé en échange de pot-de-vin l'attribution à grande échelle de contrats publics à des entreprises de Rubén Cherres Faggioni dans plusieurs secteurs dont celui de la distribution d'électricité. Danilo Carrera Drouet aurait agi avec la complicité de fonctionnaires de haut rang dont Hernán Luque Lecaro, président de la Société coordinatrice des entreprises publiques (EMCO), pour falsifier des documents afin de favoriser des entreprises sans aucune expérience. Selon Leonardo Cortázar, à l'origine de divulgations ayant conduites à l'article El Gran Padrino, ces pratiques auraient été héritées des gouvernements précédents de Rafael Correa et Lenín Moreno. L'affaire prend initialement le nom de l'article, avant d'être connue sous le nom d'« Affaire Encuentro »,.
Est notamment mis en cause un contrat entre une entreprise publique de transport maritime et une compagnie de transport pétrolier. Le président l'ayant approuvé malgré des irrégularités, il est accusé de l'avoir fait en connaissance de cause afin de couvrir son beau-frère. Bien que ne détenant pas de position officielle au sein du gouvernement, ce dernier aurait tenu une position de conseiller de l'ombre auprès du président, l'accompagnant dans plusieurs déplacements officiels.
Le 18 janvier, l'Assemblée nationale ouvre une commission d'enquête « Vérité, justice et lutte contre la corruption » sur ces allégations de corruption. Considéré comme un témoin clé de l'enquête, Rubén Cherres disparaît trois jours plus tard. Le 24 février, le procureur général annonce l'ouverture d'une enquête sur les liens entre Danilo Carrera et Rubén Cherres, ainsi qu'entre ce dernier et un réseau de trafic de drogue surnommé la « mafia albanaise ». Le procureur accuse dans la foulée Guillermo Lasso d'avoir exercé des pressions sur les dirigeants de la police nationale et de celle spécialisée dans la lutte contre les trafics de drogue afin de faire enterrer le rapport d'une précédente enquête,,.

### Procédure de destitution

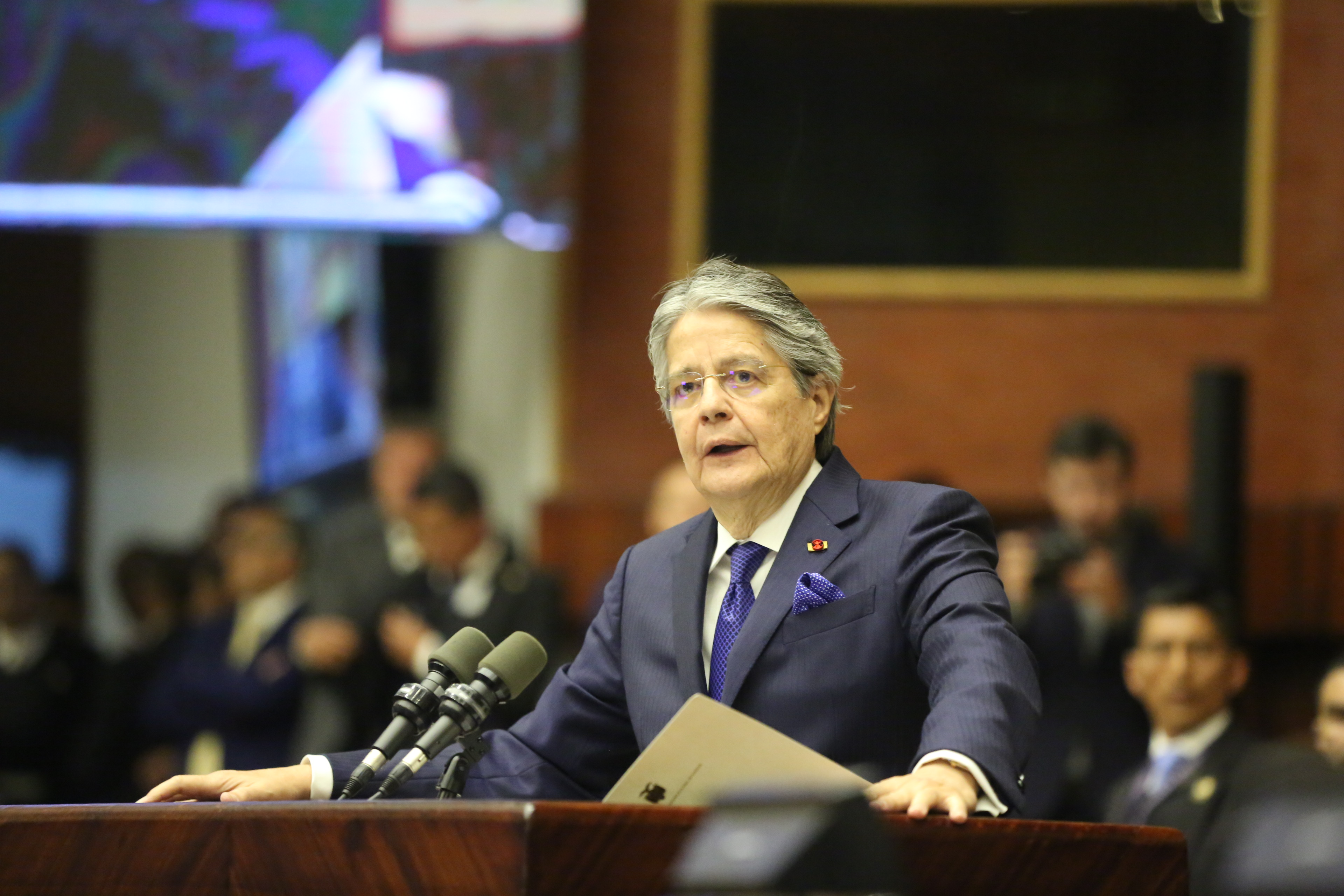
Lasso, mis en accusation, comparaissant devant l'Assemblée nationale le 16 mai 2023, la veille de l'invocation de la mort croisée.

Le rapport de la commission, approuvé par 104 des 137 membres de l'Assemblée mais non contraignant, conclut finalement à l'implication du président dans des crimes contre la sûreté de l'État et de l'administration publique. L'opposition vote par ailleurs la déclassification des documents liés à l'enquête, sans que ces derniers n'impliquent toutefois le président ni les membres de sa famille. Le rapport permet néanmoins à 59 députés de lancer le 4 mars une procédure de destitution à l'encontre du président de la République pour corruption et détournement de fonds, la procédure requérant le vote en ce sens d'au moins un tiers du total des députés, soit 47. Le 29 mars, la Cour constitutionnelle rejette la mise en accusation pour corruption, mais valide celle pour détournement de fonds. Pour aboutir, la procédure de destitution nécessite le vote à la majorité qualifiée des deux tiers du total des membres de l'Assemblée, soit 92 voix sur 137. L’Équateur n'a connu qu'une seule fois une telle destitution de son chef de l’État, avec celle en 1933 du président Juan de Dios Martínez Mera (es),.
L'affaire s'aggrave avec la découverte fin avril du corps de Rubén Cherres. L'Assemblée nationale débute le 16 mai les audiences du procès en destitution, au cours desquelles le président nie en bloc les accusations portées à son encontre, qu'il juge politiquement motivées,. Il affronte alors un taux d'impopularité de 85 %.
Devant la probabilité très élevé du vote de sa destitution par l'alliance de l'opposition pro-Correa et du Pachakutik, le président a recours le lendemain même à la procédure de « mort croisée », qu'il justifie par l'existence d'une « sévère crise politique ». Ce recours à la dissolution simultanée des institutions met automatiquement fin à la procédure de destitution,,.

## Mort croisée et crise politique
C'est la première fois que la procédure de mort croisée (en espagnol, muerte cruzada (es)) est utilisée. Inscrite dans l'article 148 de la Constitution équatorienne de 2008, celle-ci permet au président de la République de dissoudre l'Assemblée nationale tout en lui imposant de mettre également fin à son propre mandat par la convocation d'élections législatives et présidentielle anticipées. Il ne peut recourir à cette procédure qu'une seule fois, dans les trois premières années de son mandat. Le décret présidentiel de dissolution est suivi dans les sept jours par la convocation des élections à une date conjointe par le Conseil électoral national (CNE). Comme toutes élections anticipées en Équateur, ces dernières doivent être organisées dans les 90 jours,. Le CNE évoque rapidement la date du 20 août 2023 pour le premier tour, et celle du 15 octobre pour un éventuel second tour. Si le président sortant ainsi que les députés de la législature sortante sont rééligibles, ces élections ne visent cependant à les remplacer que pour la durée restante du mandat de quatre ans en cours au moment de la dissolution. Des élections ont donc lieu comme prévu en 2025 à l'issue du mandat commencé en 2021,.
Le président sortant assure l'intérim. Ses pouvoirs sont cependant fortement réduits, celui-ci devant se cantonner à des décrets-lois dans des domaines économiques urgents, qui sont soumis à l'approbation de l'Assemblée. Le 18 mai, Lasso annonce ne pas être candidat à sa réélection.

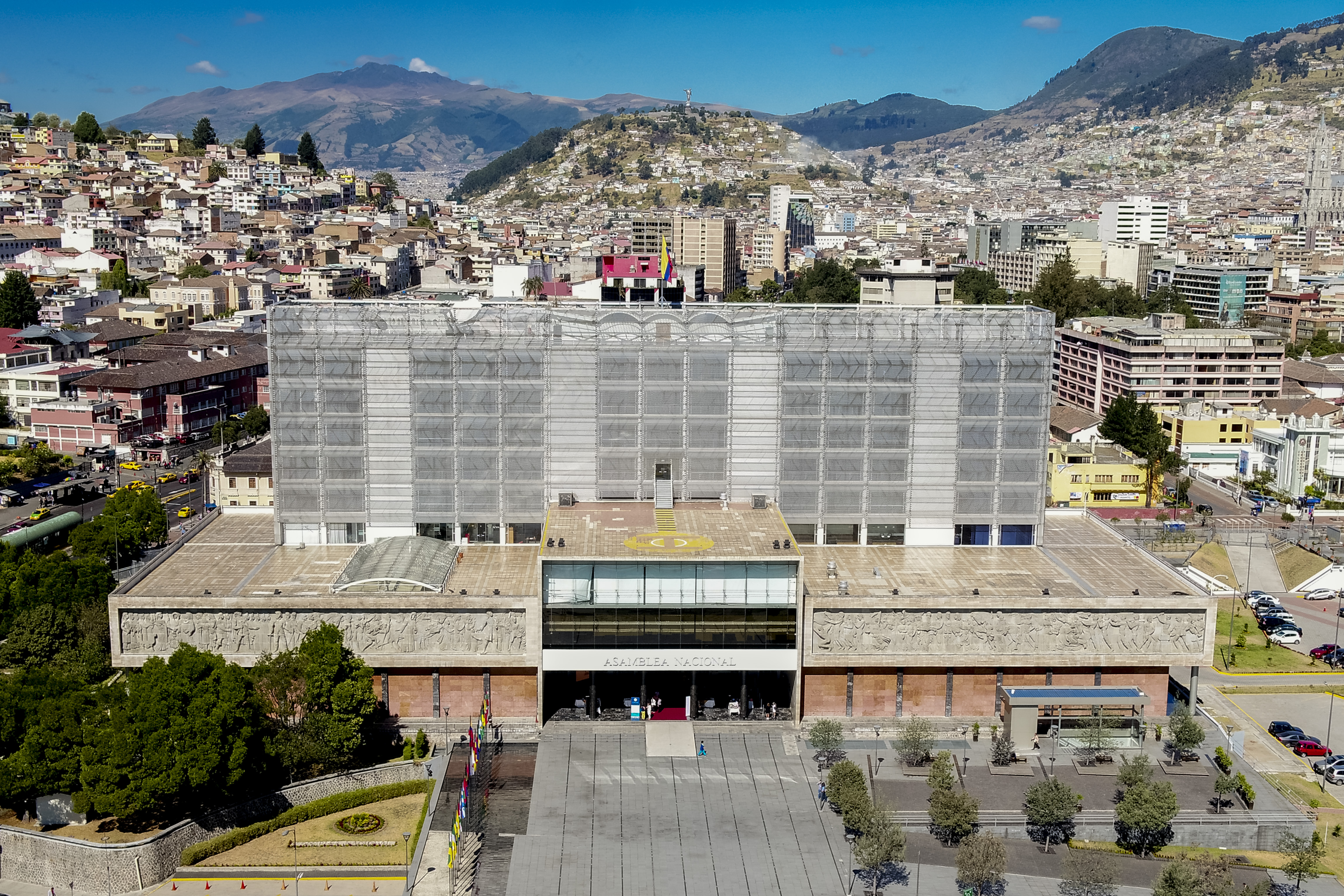
À la suite du décret de mort croisée de Lasso, la militarisation du Palais législatif de l'Assemblée nationale est ordonnée le 17 mai 2023.

Dans la foulée de la mort croisée, Lasso ordonne la militarisation du Palais législatif de Quito, empêchant l'accès au personnel travaillant dans le bâtiment et aux membres de l'assemblée, qui prévoyaient alors de poursuivre la session débattant de la destitution du président. Lasso publie également un décret-loi accordant des réductions d'impôts pour la classe moyenne du pays. Cette mesure est fortement critiquée, et un appel pour l'arrêter est déposé quelques heures plus tard. Lasso déclare qu'il veut ainsi donner au peuple équatorien le « pouvoir de décider » de l'avenir du pays lors des prochaines élections. La Confédération des nationalités indigènes de l'Équateur condamne les actions de Lasso et menace de manifester, tandis qu'un porte-parole du ministère de la Défense nationale (es) déclare qu'il « réprimerait » toute manifestation violente.
L'utilisation de la mort croisée par Lasso est vivement contestée par l'opposition, dont les anciens membres de l'Assemblée de la gauche démocratique et du parti social-chrétien, qui introduisent le 18 mai un recours auprès de la Cour constitutionnelle, arguant de l'absence d'une crise urgente justifiant l'utilisation de l'article 148. Le recours est rejeté le soir même par la cour à l'unanimité.
Le 18 mai, plusieurs membres de l'Assemblée nationale évincés par le décret de Lasso le dénoncent publiquement et mettent en doute son bien-fondé constitutionnel car le pays ne faisait selon eux pas face à une crise urgente au moment où il a été invoqué. L'ancien président de l'Assemblée (es), Virgilio Saquicela (es), intente une action en justice devant la Cour constitutionnelle contre le décret de Lasso, le qualifiant d'inconstitutionnel. Le même jour, le ministre porte-parole du gouvernement Henry Cucalón (es) défend les actions de Lasso, en reprenant l'argument selon lequel il avait l'autorité constitutionnelle d'invoquer ce décret.
Le Conseil national électoral (es) (CNE) a la tâche de préparer les nouvelles élections législatives. Lors d'une conférence de presse, la présidente du CNE, Diana Atamaint (es), déclare que le premier tour des élections se tiendra le 20 août et qu'un second tour éventuel interviendrait 15 octobre.

## Réactions

### Nationales

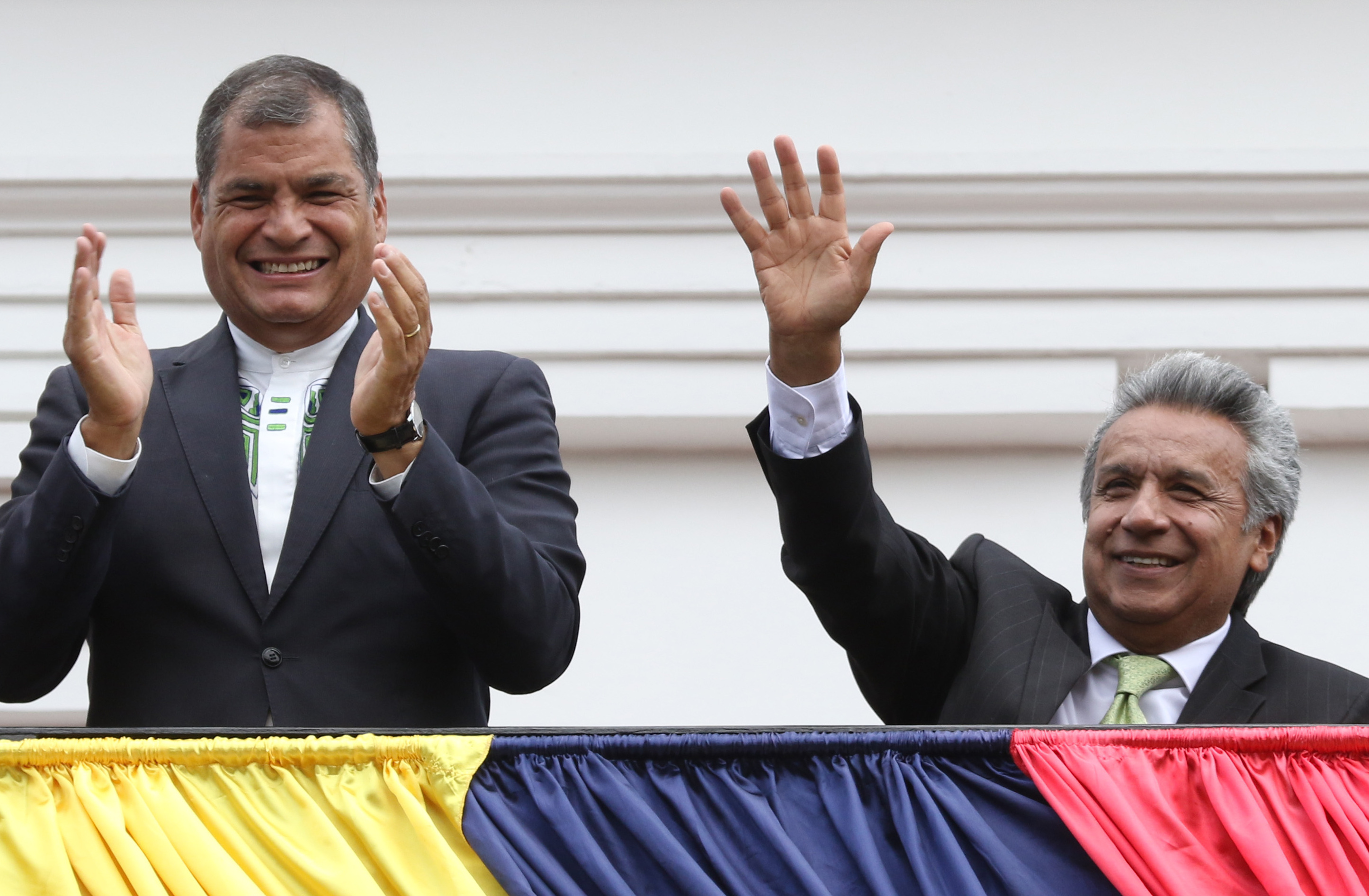
Les anciens présidents Rafael Correa et Lenín Moreno ont condamné les actions de Lasso et appelé à l'optimisme lors des prochaines élections générales.

- L'ancien président Rafael Correa a qualifié le décret présidentiel de Lasso d'« illégal » et a affirmé qu'« il n'y a manifestement pas de bouleversement interne », contrairement à ce qu'a soutenu le président. Il ajoute : « En tout cas, c'est une excellente occasion d'expulser Lasso, son gouvernement et ses législateurs »[35].
- L'ancien président Lenín Moreno a appelé au calme pour éviter une répétition des résultats des élections locales de février 2023, qui avaient été une victoire majeure pour le parti de Correa. Il a également appelé à « l'unité, l'humilité et le détachement face au scénario politique et social incertain que traverse l'Équateur »[36].
- L'ancien maire de Guayaquil, Jaime Nebot, a déclaré que l'action de Lasso, par l'invocation de la mort croisée, était « inconstitutionnelle, sans effet juridique, problématique et une dictature déguisée »[37].
- Le Parti social-chrétien, de droite et ex-allié de Lasso, a estimé que, « politiquement et dans la pratique, le président s'est autoproclamé dictateur, même si ce n'est que pour une courte période »[25].
- La Confédération des nationalités indigènes (Conaie) a dénoncé le déroulement d'un « scénario de la dictature » de Guillermo Lasso[25].

### Internationales
- Bolivie : l'ancien président Evo Morales a reproché à Lasso d'avoir invoqué le décret pour éviter « des poursuites pour corruption » et s'est demandé pourquoi Lasso avait pu rester en poste, alors que l'ancien président péruvien Pedro Castillo était poursuivi pour « avoir fait de même »[38].
- Chili : le gouvernement a exprimé l'espoir que la crise soit résolue par « les mécanismes démocratiques et institutionnels [disponibles] dans sa constitution, avec une stricte adhésion et le respect de l'État de droit ».
- Mexique : le président Andrés Manuel López Obrador a exprimé des doutes sur le fait que le décret de Lasso apporterait de l'instabilité à la nation et espérait que les prochaines élections générales apporteraient une solution à la crise.
- Pérou : le ministère des Affaires étrangères a indiqué son soutien à Lasso et que la présidente Dina Boluarte soutient le « processus démocratique de la République de l'Équateur »[39].
- États-Unis : le département d'État a déclaré que le pays « soutient les institutions démocratiques en Équateur »[40].